# Utracán (departamento)
Utracán é um departamento da Argentina, localizada na província de La Pampa.